# Bryony Botha
Bryony Botha, född 24 november 1997, är en nyzeeländsk tävlingscyklist som tävlar i bancykling.

## Karriär
Botha ingick i det nyzeeländska laget i lagförföljelse som tog brons vid världsmästerskapen 2019. Vid VM 2022 tog hon silver i det individuella förföljelseloppet. Hon ingick även i det nyzeeländska laget i lagförföljelse som tog silver vid världsmästerskapen 2023. I det individuella loppet tog hon brons. Vid OS 2024 ingick hon i det nyzeeländska laget i lagförföljelse som tog silver.